# Spagna degli Asburgo
La Spagna degli Asburgo fu il Regno di Spagna condotto da membri della casata degli Asburgo, tra il Cinquecento e il Seicento. L'imperatore Carlo V (Carlo I di Spagna) ereditò dai suoi antenati un enorme complesso territoriale, senza paragone nella storia, che si estendeva dalle Filippine al Messico e dai Paesi Bassi allo Stretto di Magellano. Oltre all'espansione oceanica e alla conquista di alcuni territori, come il Ducato di Milano, fu il risultato dell'eredità di quattro casate: quella di Borgogna, Austria, Aragona e Castiglia. Dopo la morte di Carlo V, quando l'eredità venne divisa tra il fratello Ferdinando e il figlio Filippo II di Spagna si parla di due rami degli Asburgo, quelli di Spagna e quelli di Austria. Sotto gli Asburgo la Spagna conobbe il suo apogeo politico, militare e culturale, non a caso chiamato poi Siglo de Oro.
Grazie alla sua supremazia marittima la Spagna uscì vincitrice a Lepanto, nel 1571, ma alcuni anni più tardi, per cause anche naturali, l'Invincibile Armata uscì decimata dalla spedizione effettuata nelle isole britanniche. Negli anni quaranta del Seicento per la Spagna iniziò un lento declino politico e militare che andò ad aggiungersi a quello economico, già evidente fin dalla fine del secolo precedente. Tale declino fu evidenziato da alcuni gravi rovesci militari, sollevazioni simultanee in Portogallo, in Catalogna e a Napoli e la perdita di alcuni territori (come i Paesi Bassi protestanti e il Portogallo). Nei possedimenti d'oltremare, a partire dagli ultimi decenni del cinquecento, la Spagna iniziò a combattere la guerra di corsa dei pirati inglesi, olandesi e francesi.

## La genesi dell'impero (1504-1521)

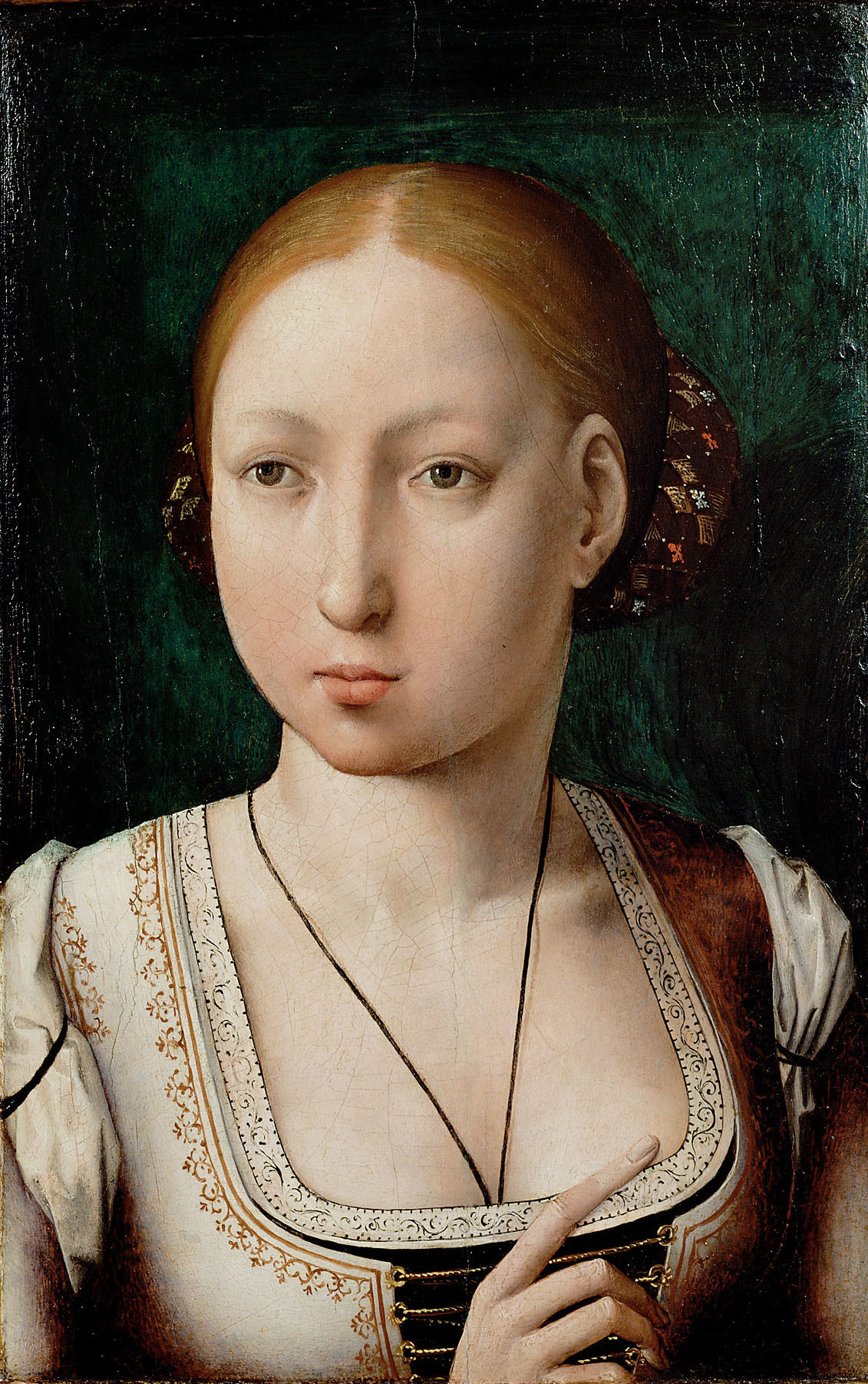
Giovanna la Pazza, regina di Castiglia (r. 1504-1506)

La Spagna, tanto nella sua configurazione territoriale come nella definizione della sua entità statale, si configurò territorialmente, con l'aspetto attuale, solo a seguito della morte di Carlo II, nel momento in cui si estinsero gli Asburgo del ramo spagnolo. Con l'ascesa al trono di Filippo V, ebbe inizio la dinastia Borbonica, con le sue riforme. Infatti prima di allora la Spagna era articolata in una specie di confederazione fra diversi regni - Catalogna-Aragona, Castiglia, Leon, Asturie, Galizia e Navarra. Il matrimonio tra Isabella I di Castiglia e Ferdinando II di Aragona avvenuto nel 1469 unì dinasticamente le due maggiori entità statuali della penisola Iberica.
Nel 1504 la regina Isabella morì e sebbene Ferdinando tentasse di mantenere la sua posizione in Castiglia dopo la morte della consorte, Le cortes castigliane scelsero di coronare la figlia Giovanna. Il marito di Giovanna, Filippo di Asburgo, era figlio dell'imperatore Massimiliano e di Maria di Borgogna e simultaneamente divenne il re consorte Filippo I di Castiglia. Poco dopo Giovanna iniziò a presentare gravi problemi di squilibrio mentale. Nel 1506 Filippo assunse la reggenza, ma morì poco dopo in circostanze misteriose, forse a causa di un complotto ordito dal suo suocero. Dal momento che il figlio maggiore di Filippo, Carlo, aveva all'epoca solo sei anni, le Cortes castigliane permisero a Ferdinando di governare il paese come reggente al posto di Giovanna e Carlo.
La Spagna fu così unita da un singolo governatore, Ferdinando II di Aragona. Come unico monarca Ferdinando adottò una politica più aggressiva, rispetto a quando era reggente insieme a Isabella, con lo scopo di ampliare la sfera d'influenza spagnola in Italia, rafforzandosi per contrastare la Francia. Come governatore di Aragona, Ferdinando combatté contro la Francia e Venezia per il controllo d'Italia. Tali conflitti divennero il centro della politica estera di Ferdinando, unico monarca, dopo il decesso della consorte. Il primo uso di forze spagnole avvenne nella guerra della Lega di Cambrai contro Venezia, dove i soldati spagnoli si distinsero nel campo di battaglia di Agnadello 1509 al fianco dei loro alleati francesi. Solo un anno dopo Ferdinando si unì alla Lega Santa contro la Francia, intravedendo la possibilità di impossessarsi del Napoli e della Navarra, che rivendicava sotto il profilo dinastico. La guerra contro la Francia fu meno agevole rispetto a quella contro Venezia. Nel 1516 la Francia accettò una tregua nella quale si stabilì che Milano rimaneva sotto controllo francese, mentre Napoli e la Navarra passarono sotto l'egemonia spagnola. In quel stesso anno il Re Cattolico si sposò con Germaine di Foix, ma morì poco dopo.
La morte di Ferdinando portò Carlo a salire sul trono dei regni spagnoli come Carlo I di Castiglia e Aragona. La sua eredità spagnola incluse tutti i possedimenti nel Nuovo Mondo e nel Mediterraneo. Dopo la morte del padre Filippo il Bello, avvenuta nel 1506, ereditò le Fiandre, dove era nato e cresciuto, e la Franca Contea. Nel 1519, con la morte di suo nonno paterno, Massimiliano I d'Asburgo, ereditò i territori degli Asburgo in Germania e, nello stesso anno fu eletto Imperatore romano col nome di Carlo V. Sua madre rimase regina titolare di Castiglia fino alla sua morte avvenuta nel 1555. A causa della salute mentale della madre, Carlo, re a pieno titolo, esercitò il potere senza contemperamenti. Poco dopo essere salito al trono spagnolo, il suo temperamento autoritario e centralizzatore provocò la sollevazione dei comuneros, soffocata nel 1521. Carlo, in quel momento, era l'uomo più potente di tutta la cristianità.
L'accumulo di tanto potere in un solo uomo e in una sola dinastia, preoccupava il re Francesco I di Francia, che si trovò accerchiato dai territori asburgici. Nel 1521 Francesco invase i territori asburgici in Italia e inaugurò una seconda fase delle guerre franco-spagnole. Le guerre in Italia furono disastrose per la Francia, la quale soffrì una serie di sconfitte, fra cui quella della Bicocca (1522), di Pavia (1525, nella quale Francesco venne catturato) e di Landriano (1529). Francesco I fu pertanto costretto ad abbandonare Milano alla Spagna.

## Un imperatore e un re (1521-1556)

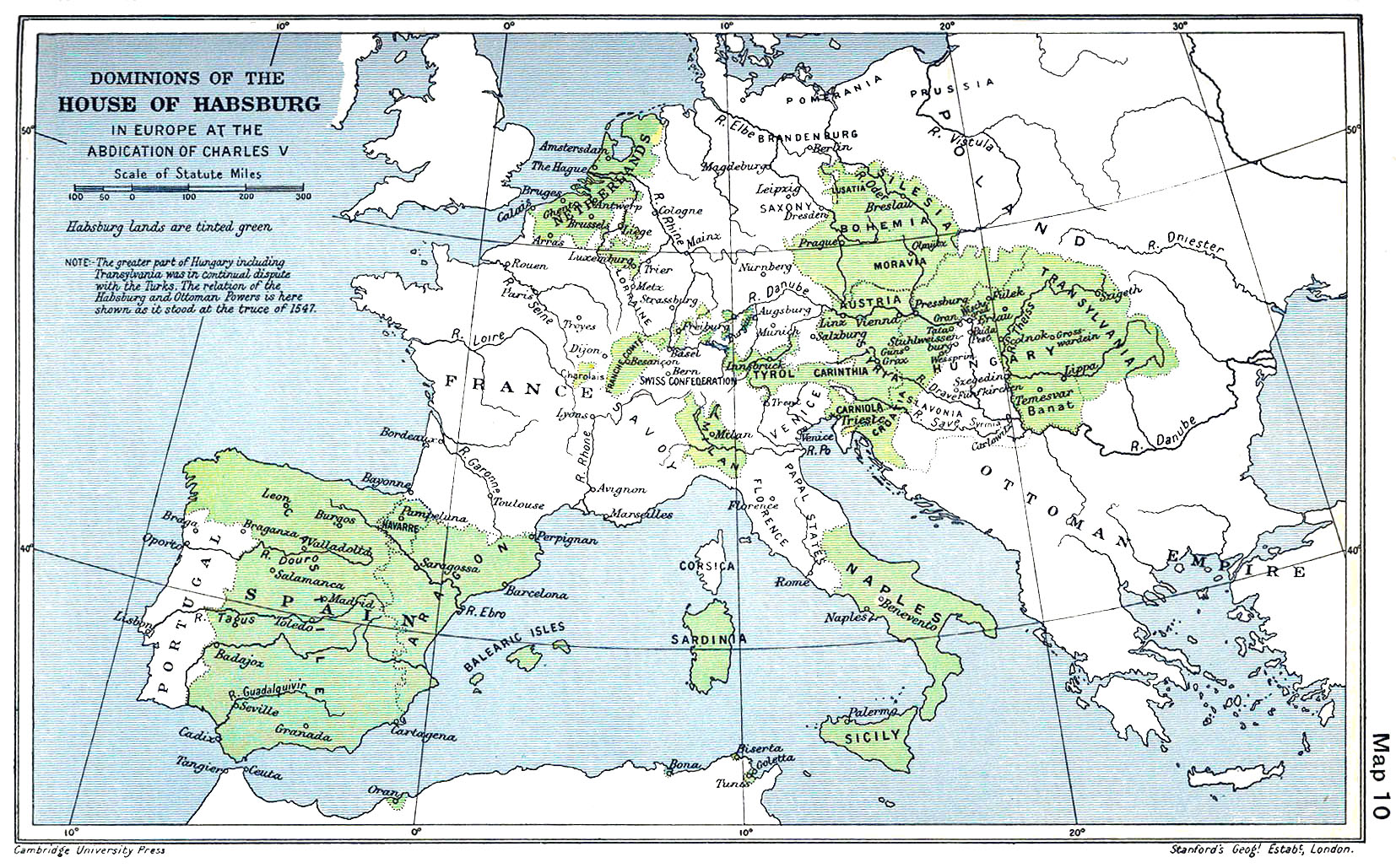
Mappa dei domini asburgici dopo la Battaglia di Mühlberg (1547) come si mostra nel The Cambridge Modern History Atlas (1912); le terre degli Asburgo sono dipinte in verde.

La vittoria di Carlo nella Battaglia di Pavia nel 1525, sorprese molti italiani e tedeschi e suscitò preoccupazioni su Carlo poiché si sarebbe ancora rinforzato per guadagnare ulteriore potere. Papa Clemente VII cambiò alleanza e si unì alla Francia e a importanti stati italiani, formando così la Lega di Cognac. Nel 1527 siccome Carlo non fu in grado di pagare sufficientemente il suo esercito nel Italia del nord, i soldati si ammutinarono, scesero fino a Roma e la saccheggiarono, obbligando papa Clemente ad essere considerabilmente più prudente nei trattati con le autorità secolari: nel 1533 si rifiutò di annullare il matrimonio di Enrico VIII d'Inghilterra con la regina Caterina d'Aragona, zia di Carlo, per timore di offendere l'imperatore e subire un secondo sacco della capitale. La pace di Barcellona del 1529, firmata da Carlo e dal papa, sancì una relazione più cordiale tra i due capi di Stato. Di fatto il papa nominò la Spagna come la protettrice della causa cattolica e riconobbe Carlo come Duca di Milano, in cambio dell'intervento spagnolo per sedare la ribellione della repubblica fiorentina.
Nel 1543 Francesco I di Francia annunciò l'inedita alleanza con il sultano ottomano, Solimano il magnifico, occupando la città di Nizza, controllata dalla Spagna, con l'aiuto di forze turche. Enrico VIII d'Inghilterra che guardava con maggior rancore la Francia rispetto all'Imperatore per essersi opposto al divorzio, si unì a Carlo per invadere la Francia. Sebbene l'esercito spagnolo fu sonoramente sconfitto nella Battaglia di Ceresole, in Savoia, a Enrico andò meglio e la Francia fu costretta ad accettare le condizioni. Gli austriaci, comandati da Ferdinando, fratello minore di Carlo, continuarono a combattere gli ottomani in oriente. Con la sconfitta della Francia, Carlo dovette occuparsi di un altro vecchio problema: la Lega di Smalcalda.

Carlo I di Spagna nella sua vittoria contro i protestanti nella Battaglia di Mühlberg (1547), dipinto di Tiziano

La riforma protestante iniziò nel 1517 in Germania. Carlo, nella sua qualità di Imperatore del Sacro Romano Impero Germanico, le sue strategiche possessioni patrimoniali lungo la frontiera tedesca e le sue relazioni con i suoi parenti prossimi, gli Asburgo d'Austria, aveva tutto l'interesse a mantenere la stabilità degli stati di cui era sovrano. La guerra dei contadini tedeschi scoppiata in Germania nel 1524, devastò il paese, finché non fu soffocata nel 1526. Carlo, sebbene fosse lontano dalla Germania, voleva mantenere l'ordine. Prendendo a pretesto la guerra dei contadini, i protestanti si erano organizzati in una Lega difensiva per proteggersi dall'Imperatore Carlo. Sotto l'egida della Lega di Samalcalda, gli stati protestanti commisero molte atrocità agli occhi della Chiesa Cattolica, fra cui la confisca di alcuni territori ecclesiastici, avendo sfidato in tal modo l'autorità imperiale.
Forse nella prospettiva strategica di contrastare il re spagnolo, la Lega si alleò con i francesi. Tutti gli sforzi dell'imperatore per ridurla all'obbedienza andarono delusi. La sconfitta di Francesco del 1544 portò all'annullamento dell'alleanza con i protestanti e Carlo ne trasse il vantaggio. In primo luogo tentò la pacificazione mediante il concilio di Trento apertosi nel 1545, ma i capi protestanti, sentendosi traditi dall'atteggiamento dei cattolici, scesero nuovamente in guerra, comandati dall'elettore Maurizio di Sassonia. Come risposta Carlo, a capo di un esercito con truppe spagnole e fiamminghe, invase la Germania, sperando di restaurare l'autorità imperiale. L'imperatore in persona inflisse ai protestanti una grave sconfitta militare nella storica Battaglia di Mühlberg (1547). Nel 1555 Carlo firmò con i protestanti la Pace di Augusta, con la quale veniva restaurata la stabilità in Germania nel principio cuius regio, eius religio, cioè veniva riconosciuto ai principi protestanti del nord la libertà religiosa. L'intervento di Carlo in Germania affermò il ruolo della Spagna come protettrice della causa cattolica e asburgica nel Sacro Romano Impero; anche sette decenni dopo la Spagna parteciperà, con lo stesso ruolo, alla Guerra dei Trent'Anni, ma con minore fortuna, perché tale conflitto sancirà il definitivo tramonto della sua supremazia in Europa.
L'Impero spagnolo crebbe sostanzialmente dall'epoca di Ferdinando e Isabella. Gli Imperi Aztechi e inca furono conquistati durante il regno di Carlo, dal 1519 al 1521 e dal 1540 al 1558, rispettivamente. Si stabilirono insediamenti nel Nuovo Mondo: la Florida fu colonizzata attorno alla metà del secolo, Buenos Aires fu fondata nel 1536 e la Nuova Granada (attualmente Colombia) fu colonizzata negli anni 1530. Manila, nelle Filippine, fu fondata nel 1572. L'Impero spagnolo oltremare diventò la fonte della ricchezza e del potere della Spagna in Europa, però contribuì anche all'inflazione. Invece di dare impulso all'economia, l'argento americano fece diventare la Spagna dipendente dalle risorse straniere di materie prime e di manifatture. Le trasformazioni economiche e sociali che orientavano la Francia e l'Inghilterra nella transizione dal feudalesimo al capitalismo non presero lo stesso ritmo in Spagna.
Nel 1526 Carlo si sposò con Isabella, sorella di Giovanni III del Portogallo e trenta anni più tardi (1556) abdicò, trasferendo la Spagna e i suoi domini al suo unico figlio superstite, Filippo II di Spagna, e il Sacro Impero Romano Germanico a suo fratello Ferdinando. Ritiratosi nel monastero di Yuste, nell'Estremadura, si spense per cause naturali nel 1558.

## Da San Quintino a Lepanto (1556-1571)

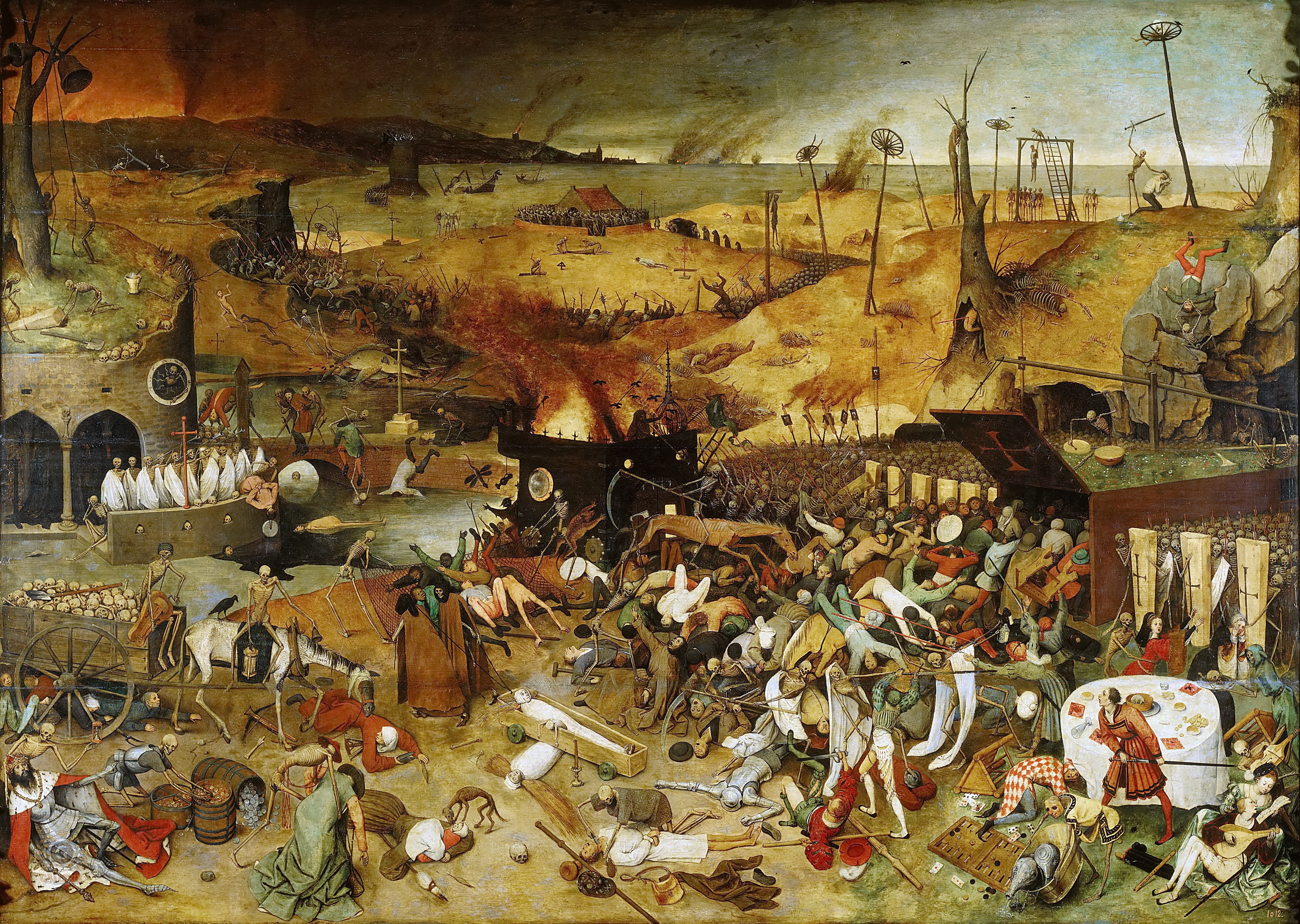
Il Trionfo della morte (c. 1562) di Peter Brueghel il Vecchio riflette il severo trattamento che le Diciassette Province ricevettero nel secolo XVI

L'Europa non era ancora pacificata, giacché Enrico II di Francia salì al trono nel 1547 e immediatamente riprese le ostilità. Il successore di Carlo, Filippo II, schiacciò, grazie anche all'abilità di Emanuele Filiberto I di Savoia, l'esercito francese nella battaglia di San Quintino in Piccardia nel 1557, sconfiggendolo nuovamente nella battaglia di Gravelines l'anno seguente. La Pace di Cateau-Cambrésis, firmata nel 1559, riconobbe definitivamente le rivendicazioni della Spagna in Italia. Nelle celebrazioni posteriori del trattato, Enrico morì trafitto da una lancia. Durante i successivi trenta anni la Francia fu travolta da guerre civili e religiose e fu incapace di competere efficacemente con la Spagna e con gli Asburgo nella lotta per il potere europeo. Liberata da qualsiasi opposizione francese seria, la Spagna fu, dal 1559, fino all'ascesa di Enrico IV di Borbone (1593), arbitra incontrastata dei destini europei.
Carlo e i suoi successori non concentrarono i loro sforzi in Castiglia, cuore del loro Impero, avviando in tal modo l'unificazione dei territori spagnoli in una prospettiva centralista. Al contrario, la consideravano invece solo una parte del loro impero. In questo la monarchia autoritaria degli Asburgo differiva dall'orientamento assolutista e nazionalista degli altri paesi europei (Francia, Inghilterra e Paesi Bassi), essendo dibattuta dalla storiografia la sua condizione di stato-nazione o continuatrice degli ideali dell'Impero universale. Obbiettivi prioritari della dinastia, considerati più importanti della difesa stessa della Spagna, furono invece annullare il potere della Francia, mantenere l'egemonia cattolica asburgica in Germania e sconfiggere l'Impero Ottomano. Queste scelte strategiche furono enfaticamente sintetizzate da una frase di Filippo II: Preferirei perdere i miei stati e cento vite piuttosto che regnare su eretici e alla lunga contribuirono all'indebolimento del potere imperiale della Spagna.

La Battaglia di Lepanto (1571), pose fine all'espansione dell'Impero ottomano nel Mediterraneo.

Dopo la vittoria della Spagna sulla Francia nel 1559 e l'inizio delle guerre di religione francesi, le ambizioni di Filippo crebbero. L'Impero ottomano minacciava da lungo tempo i confini dei domini degli Asburgo in Austria e nell'Africa nordorientale e come risposta Ferdinando e Isabella avevano inviato delle spedizioni in Africa settentrionale, conquistando Melilla nel 1497 e Orano nel 1509. Carlo preferì combattere gli ottomani attraverso una strategia considerevolmente più marittima, ostacolando gli sbarchi ottomani nei territori veneziani nel mediterraneo orientale. Solo in risposta alla persecuzione contro le coste mediterranee spagnole, Carlo comandò personalmente gli attacchi contro gli insediamenti nel Nord Africa (1545). Nel 1565 gli spagnoli respinsero uno sbarco ottomano nella strategica Malta, difesa dai Cavalieri di San Giovanni. La morte di Solimano il magnifico l'anno seguente, cui successe l'inetto Selim II, imbaldanzì Filippo, che decise di portare la guerra nelle terre ottomane. Nel 1571, una spedizione navale mista, con Genova, Venezia e il Papato. comandata dal figlio illegittimo di Carlo, Giovanni d'Austria, annientò la flotta ottomana nella battaglia di Lepanto, una tra le più celebri della storia navale. L'esito della battaglia, senza compromettere la superiorità navale ottomana nel Mediterraneo, pose fine alle minacce sull'Occidente cristiano.

## Il re agitato (1571-1598)
Il giubilo per la vittoria, a Madrid fu effimero. Nel 1566, la ribellione dei calvinisti nei Paesi Bassi spagnoli (approssimativamente gli attuali Paesi Bassi e Belgio, costituenti l'eredità borgognona di Filippo), provocarono una spedizione militare del Duca d'Alba nell'intento di restaurare l'ordine con una energica repressione. Nel 1568 Guglielmo d'Orange comandò una sollevazione contro Alba, nel momento in cui iniziava la guerra propagandistica antispagnola che passerà alla storia conosciuta come leyenda negra (leggenda negra). Fu l'inizio della guerra degli ottanta anni che permise al territorio settentrionale prevalentemente protestante, di rendersi indipendente dalla Spagna con il nome di Province Unite, mentre la parte meridionale, a maggioranza cattolica, restò sotto controllo spagnolo. Fin dal Medioevo esisteva una forte connessione economica tra le Fiandre e gli interessi lanieri dell'aristocrazia e dei commercianti castigliani, in particolar modo con il vitale porto di Anversa che si era intensificato con l'esplorazione dell'America. Nel 1572, una banda di ribelli olandesi, conosciuti come watergeuzen ("Mendicanti di mare") si impossessarono di vari porti costieri degli attuali Paesi Bassi, impedendo agli Asburgo l'uscita al mare di Anversa e dei territori settentrionali e dichiararono il loro appoggio per Guglielmo.
Per la Spagna fu un vero disastro. Nel 1574 l'esercito comandato da Luis de Requesens fu respinto nell'assedio di Leida. Gli olandesi distrussero le dighe che contenevano il Mare del Nord, inondando il territorio e impedendo le manovre militari. Nel 1576, vista l'impossibilità di contenere i costi del suo esercito di occupazione dei Paesi Bassi composto da quasi 80.000 uomini e quelli della flotta vincitrice a Lepanto, Filippo dovette accettare la bancarotta. L'esercito di Fiandre si ammutinò non molto dopo, saccheggiando Anversa e la parte meridionale dei Paesi Bassi, spingendo anche le popolazioni cattoliche ad unirsi alla rivolta. Gli spagnoli scelsero di negoziare e pacificarono la maggioranza delle province cattoliche grazie all'abilità diplomatica del principe romano Alessandro Farnese, governatore delle Fiandre spagnole. Tale accordo è passato alla storia sotto il nome di Unione di Arras (1579).

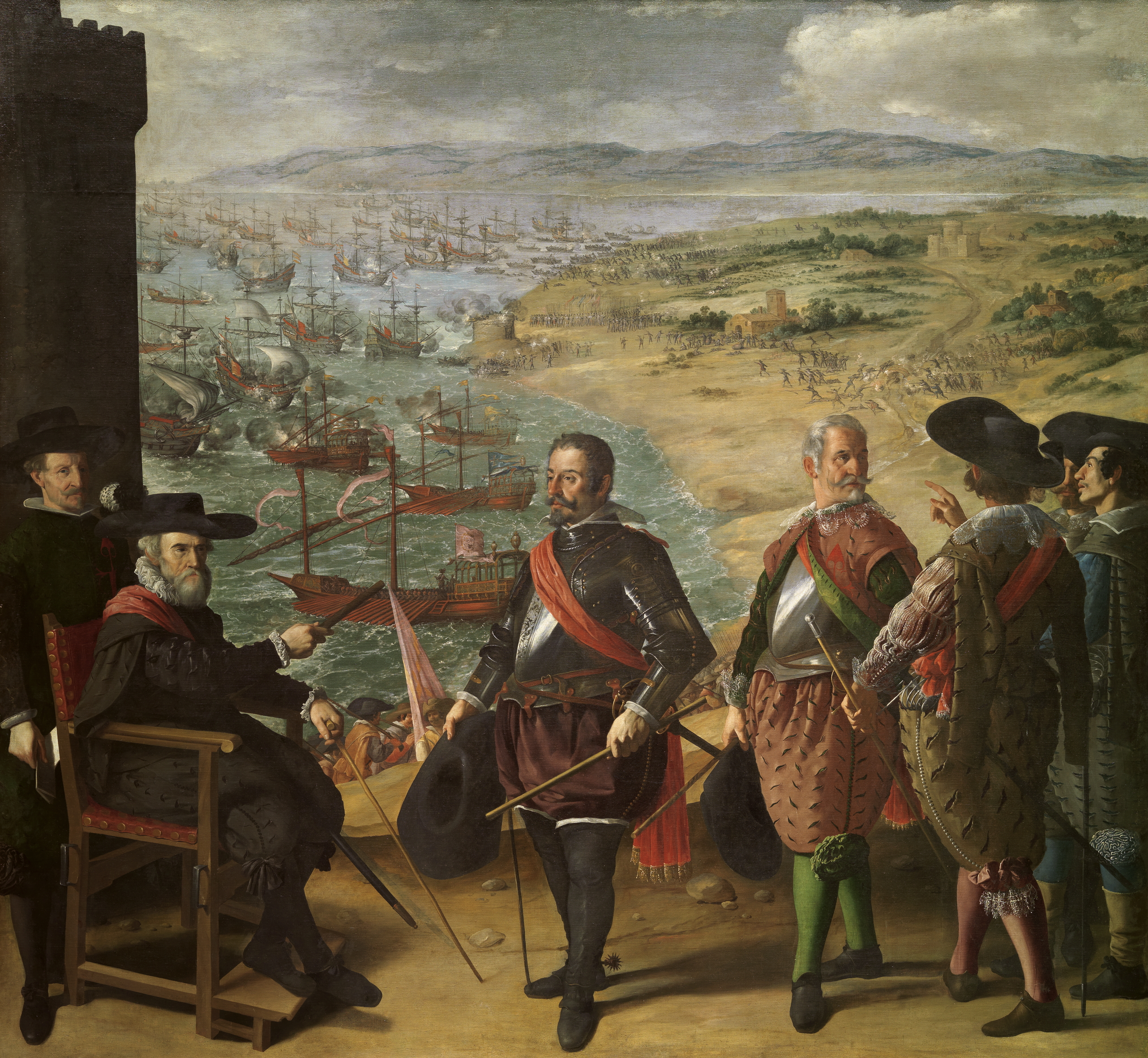
La difesa di Cadice, di Francisco de Zurbarán

L'accordo di Arras prevedeva che tutte le truppe spagnole abbandonassero queste terre. Nel 1580 questa circostanza diede al re Filippo l'opportunità di consolidare la sua posizione egemonica in Europa, quando l'ultimo membro maschio della dinastia Aviz, Enrico I morì. Filippo reclamò i suoi diritti successori al trono portoghese e in giugno inviò un esercito a Lisbona al comando del Duca d'Alba per assicurarselo. Entrambi gli imperi iberici, con la quasi totalità del Nuovo Mondo esplorato insieme a una vasta rete commerciale in Asia e in Africa, erano nelle mani di Filippo.

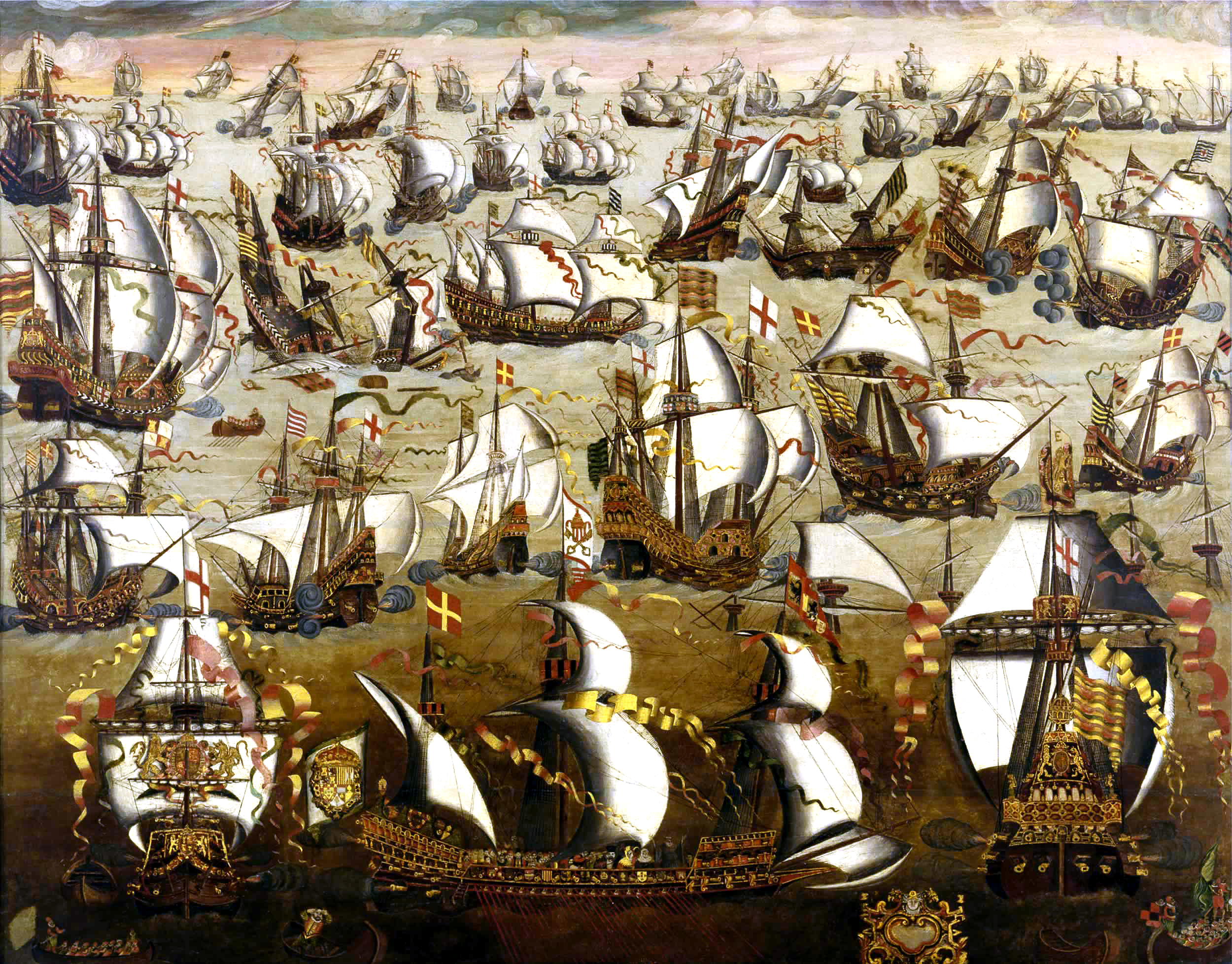
L'Invincibile Armada

Mantenere il Portogallo sotto controllo richiese un'ampia forza di occupazione e la Spagna stava ancora recuperandosi dalla sconfitta del 1576. Nel 1584 Guglielmo d'Orange fu assassinato da un fanatico cattolico. La morte del popolare leader della resistenza olandese (sulla cui testa Filippo aveva messo una taglia) si sperava che avrebbe portato alla fine della guerra, però non fu così. Nel 1586 la regina Elisabetta I d'Inghilterra, appoggiò la causa protestante nei Paesi Bassi e in Francia e Sir Francis Drake dava la caccia ai mercantili spagnoli nei Caraibi e nell'Oceano Pacifico, oltre a sferrare un attacco particolarmente aggressivo contro il porto di Cadice. Nel 1588, sperando di porre fine alle intrusioni di Elisabetta, Filippo inviò l'Invincibile Armata per invadere l'Inghilterra. Delle 130 navi inviate nella missione, solo la metà tornarono in Spagna senza incidenti e 20.000 uomini perirono. Alcune furono vittime delle navi inglesi, però la maggior parte furono perse, per il maltempo, durante il viaggio di ritorno. Il risultato disastroso, conseguenza della combinazione del tempo sfavorevole, della fortuna e dell'efficacia della flotta inglese di Lord Howard di Effingham, provocò una completa revisione dell'armata spagnola, delle armi e delle tattiche. Si rispose agli attacchi inglesi e il potere navale spagnolo recuperò facilmente la posizione preminente che mantenne per un altro mezzo secolo. La Spagna inoltre diede aiuto a una rivolta irlandese che assorbì molte risorse finanziarie e umane inglesi e che mise in pericolo i villaggi costieri inglesi. Nonostante ciò la casa di Austria aveva ancora un forte nemico con cui competere, obbligando la Spagna a mantenere un'armata ancora più forte e dispendiosa, oltre agli enormi costi degli eserciti sparsi nei suoi numerosi domini.
La Spagna era stata coinvolta nella guerra religiosa di Francia dopo la morte di Enrico II. Nel 1589 Enrico III, l'ultimo di lignaggio Valois morì sotto le mura di Parigi. Il suo successore Enrico IV di Navarra, il primo re Borbone, fu un uomo di grande capacità, che ottenne vittorie chiavi contro la Lega Cattolica nella Battaglia di Arques (1589) e nella Battaglia di Ivry (1590). Decisi a evitare che Enrico diventasse re di Francia, gli spagnoli divisero il suo esercito nei Paesi Bassi e invasero la Francia nel 1590.

## "Dio è spagnolo" (1596-1626)
Affrontando le guerre contro Inghilterra, Francia e Paesi Bassi, ciascuna di esse governata da sovrani straordinariamente capaci, l'esaurita Spagna era ormai al tracollo. Lottando continuamente contro la pirateria che ostacolava il suo traffico marittimo nell'Oceano Atlantico, sebbene non interrompesse i vitali invii di oro dal Nuovo Mondo (fu catturato soltanto uno dei convogli, quello del 1628, dall'olandese Piet Hein), la Casa Reale si trovò ad ammettere la bancarotta nuovamente nel 1596. Gli spagnoli tentarono di liberarsi dai tanti conflitti in cui erano invischiati, prima di tutto firmando la Pace di Vervins con la Francia nel 1598, riconoscendo Enrico IV (convertito al cattolicesimo dal 1593) come re di Francia e restaurando molte delle stipulazioni dell'anteriore Pace di Cateau-Cambrésis. Un trattato con l'Inghilterra fu sottoscritto nel 1604, dopo l'ascesa al trono del più malleabile Giacomo I.
La pace con l'Inghilterra e la Francia poteva significare per la Spagna concentrare le sue energie per restaurare il proprio governo nelle province dell'Olanda. Gli olandesi, guidati da Maurizio di Nassau, figlio di Guglielmo d'Orange, forse il miglior stratega del suo tempo, espugnarono varie città della frontiera dal 1590, includendo la fortezza di Breda. Dopo la pace con l'Inghilterra il nuovo comandante dell'esercito spagnolo nelle Fiandre, l'italiano Ambrogio Spinola, esercitò una forte pressione sugli olandesi. Spinola, un generale di capacità simili a Maurizio, non poté conquistare i Paesi Bassi, per un'altra bancarotta nel 1607. Il re Filippo III, su consiglio del suo favorito il duca di Lerma, firmò nel 1609 una lunga tregua (Tregua dei dodici anni) con il governo delle Province Unite.
La Spagna non trasse grandi vantaggi dalla tregua, le finanze erano in disordine e l'Impero coloniale continuò a soffrire attacchi ogni volta sempre più umilianti, a beneficio soprattutto dell'Olanda. Nei Paesi Bassi, il governo della figlia di Filippo II, Isabella Clara Eugenia e di suo marito, l'arciduca Alberto, restaurò la stabilità nei Paesi Bassi del sud e pacificò i sentimenti antispagnoli nell'area. Il successore di Filippo II, Filippo III, fu un uomo di capacità limitate, non interessato alla politica, il quale preferiva permettere che gli altri si incaricassero dei dettagli. Il suo valido, il duca di Lerma, attento soprattutto ai propri interessi personali, riuscì ad accumulare un'enorme fortuna, divenendo uno tra gli uomini più ricchi d'Europa (la sua fortuna si calcolava in 44 milioni di talleri). Per il suo successo negli affari, Lerma si fece molti nemici e fu accusato di corruzione, accusa che portò al patibolo Rodrigo Calderón, un suo uomo di fiducia. Nel 1618 il re rimpiazzò Lerma con il figlio di questi, il duca di Uceda. Nel 1621, all'arrivo del nuovo re, Filippo IV, i Sandoval furono sostituiti come consiglieri dagli Zuñiga (prima Baltasar de Zúñiga e poi il conte-duca di Olivares). Mentre i favoriti di Filippo III si erano disinteressati dei rapporti con l'Austria, Zuñiga, un tempo ambasciatore di Vienna, cercò di riannodare l'alleanza con il ramo cadetto degli Asburgo, in modo da contenere la risorgente Francia e debellare gli olandesi.
Nel 1618, dopo la defenestrazione di Praga, l'Austria e l'Imperatore del Sacro Romano Impero, Ferdinando II, intrapresero una campagna contro l'Unione evangelica e la Boemia. Il nuovo re e i suoi favoriti erano considerevolmente più attivi rispetto ai predecessori, tuttavia perfino durante gli ultimi anni del suo regno, Zúñiga, che godeva già di un'elevata posizione a corte, aveva ottenuto l'appoggio di Filippo III per entrare in guerra a fianco degli Asburgo d'Austria e il genovese Ambrogio Spinola, la stella nascente dell'esercito spagnolo, venne inviato come capo dell'Esercito delle Fiandre per intervenire, invadendo il Palatinato. Così, la Spagna entrò nella Guerra dei trent'anni. Nel 1622, alla morte di Zúñiga, questi fu sostituito dal nipote Conte-Duca di Olivares, un uomo di grandi capacità, il quale riteneva, non senza ragione, che al centro di tutte le tragedie della Spagna ci fosse l'Olanda. Dopo alcuni contrattempi iniziali, i Boemi vennero sconfitti nella Montagna Bianca nell'autunno del 1620 e, di nuovo, a Stadtlohn nel 1623. Due anni prima era scaduta (1621) la tregua dei dodici anni cui si è precedentemente accennato. La tregua non fu però rinnovata, determinando in tal modo l'apertura di un altro fronte al conflitto. Spinola prese la fortezza di Breda nel 1625. L'intervento del re danese Cristiano IV aumentò le preoccupazioni (Cristiano era uno dei pochi monarchi d'Europa a non avere problemi con le proprie finanze), ma la vittoria del generale imperiale Albrecht von Wallenstein sui danesi nella Battaglia di Dessau e di nuovo nella Battaglia di Lutter, entrambe nel 1626, eliminò la minaccia. A Madrid si diffuse la speranza che la Spagna potesse nuovamente riannettere i Paesi Bassi e, dopo la sconfitta danese, in Germania i protestanti sembravano rassegnati. La Francia si vide nuovamente coinvolta nelle proprie instabilità (il famoso Assedio di La Rochelle iniziò nel 1627), e la superiorità della Spagna sembrava incontrastata. Il Conte-Duca di Olivares affermò che Dio è spagnolo e combatte con la nostra nazione questi giorni (Brown and Elliott, 1980, p. 190) e molti degli avversari della Spagna anche se malvolentieri, non potevano che esser d'accordo con lui.

## Il cammino fino a Rocroi (1626-1643)
Olivares fu un uomo disgraziatamente fuori dal tempo; si rese conto che la Spagna aveva bisogno di riformarsi, ma a tale scopo si doveva instaurare la pace. La distruzione delle Province Unite dei Paesi Bassi fu aggiunta alla lista delle sue necessità perché dietro di ogni coalizione anti-asburgica c'era denaro olandese: i banchieri olandesi appoggiavano i commercianti delle Indie Orientali di Siviglia, e in tutte le parti del mondo gli imprenditori e i colonizzatori olandesi debilitavano l'egemonia spagnola e portoghese. Spinola e l'esercito spagnolo si concentravano nei Paesi Bassi e la guerra sembrava andare a favore della Spagna.
Nel 1627, l'economia castigliana crollò. Gli spagnoli avevano svalutato la sua moneta per pagare la guerra e i prezzi scoppiarono in Spagna nella stessa maniera come negli anni precedenti in Austria. Fino al 1631, in parti della Castiglia funzionava ancora l'economia del baratto come risultato della crisi monetaria e il governo era incapace di riscuotere qualsiasi imposta significativa dal contado, dipendendo invece dalle sue colonie. Gli eserciti spagnoli in Germania si riordinarono per "pagarsi tra di loro" nella terra. Olivares, che aveva appoggiato certe misure sulle tasse per finanziare la guerra, fu incolpato di un'imbarazzante e infruttuosa guerra in Italia, descritta anche nei Promessi Sposi. Gli olandesi, che durante la Tregua dei Dodici Anni avevano fatto della sua armata una priorità, devastarono il commercio marittimo spagnolo e specialmente quello portoghese, del quale la Spagna era completamente dipendente dopo il crollo economico. Gli spagnoli, con sempre minori risorse, erano ogni volta sempre più incapaci di far fronte agli attacchi navali.
Nel 1630, Gustavo Adolfo, uno dei comandanti più dotati del momento, sbarcò in Germania e liberò il porto di Stralsund, ultimo avamposto del continente controllato da forze tedesche contrarie all'Imperatore. Gustavo marciò quindi verso il Sud, ottenendo considerevoli vittorie nella Breitenfeld e nella Lützen, guadagnando, man mano che avanzava, maggior supporto alla causa protestante. La situazione per i cattolici migliorò con la morte di Gustavo a Lützen nel 1632 e con un'impressionante vittoria delle forze imperiali sotto il cardinale-Infante Ferdinando e Ferdinando III d’Ungheria nella Battaglia di Nördlingen nel 1634. Da una posizione di forza, l'Imperatore si avvicinò agli stati tedeschi, stanchi della guerra, con una pace nel 1653; molti accettarono, incluso i due più potenti, Brandeburgo e Sassonia.
Il cardinale Richelieu era stato un grande sostenitore degli olandesi e dei protestanti dall'inizio della guerra, inviando fondi e materiale nell'intento di arrestare la forza degli Asburgo in Europa. Richelieu decise che la Pace di Praga recentemente firmata era contraria agli interessi francesi e dichiarò guerra all'Imperatore del Sacro Romano Impero ed alla Spagna pochi mesi dopo la firma della pace. Le forze spagnole più esperte registrarono dei successi iniziali; Olivares ordinò una campagna-lampo nel Nord della Francia dai Paesi Bassi spagnoli, sperando di annientare la stabilità dei ministri di Re Luigi XIII e di rovesciare Richelieu prima che la guerra esaurisse le finanze spagnole e che le risorse militari francesi venissero completamente spiegate. Nell’année de Corbie, 1636, le forze spagnole avanzarono verso Sud fino ad Amiens e Corbie, minacciando Parigi e terminando la guerra nei suoi dintorni.

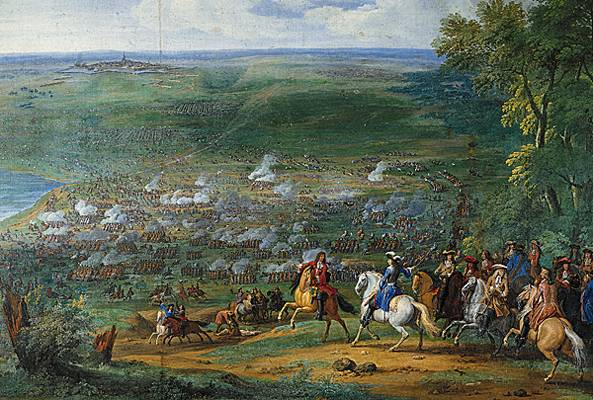
La Battaglia di Rocroi (1643), la fine simbolica della Spagna come grande potenza dominante.

Dopo il 1636, Olivares, preoccupato di poter provocare un'altra spaccatura disastrosa, bloccò l'avanzata. L'esercito spagnolo non sarebbe più penetrato. Così, i francesi guadagnarono tempo per mobilizzarsi correttamente. Nella Battaglia delle Dune del 1639, l'armata olandese distrusse una flotta spagnola e gli spagnoli si trovarono incapaci di rafforzare e provvedere adeguatamente alle proprie forze nei Paesi Bassi. L'esercito spagnolo delle Fiandre, che incarnava il meglio dei soldati e dei leader spagnoli, dovette affrontare un'invasione francese guidata da Luigi II di Borbone-Condé nei Paesi Bassi spagnoli nella Rocroi nel 1643. Gli spagnoli, comandati da Francisco de Melo, vennero devastati, con la maggior parte della fanteria spagnola massacrata o catturata dalla cavalleria francese. La buona reputazione dell'Esercito delle Fiandre fu cancellata a Rocroi, e con essa, lo splendore della Spagna.

## La caduta della Casa d'Austria (1643-1700)
Nel 1640, appoggiati dai francesi, i catalani, i napoletani ed i portoghesi si levarono in rivolta contro gli spagnoli. Con i Paesi Bassi spagnoli definitivamente perduti dopo la Battaglia di Lens nel 1648, gli spagnoli fecero la pace con gli olandesi e riconobbero l'indipendenza alle Province unite con la Pace di Vestfalia, che pose fine sia alla Guerra degli ottanta anni che alla Guerra dei trent'anni.
La guerra con la Francia durò altri undici anni. La Francia subì una guerra civile nel 1648-1652 (si veda Guerre della Fronda), ma l'economia spagnola era talmente prosciugata che furono incapaci di trarre profitto dall'instabilità francese. Napoli fu presa nuovamente nel 1648 e Catalogna nel 1652, ma la guerra arrivò di fatto alla fine con la battaglia delle Dune, dove l'esercito francese, sotto il Visconte di Turenne, sconfisse i resti dell'esercito spagnolo nei Paesi Bassi. La Spagna accettò la Pace dei Pirenei nel 1659, con cui vennero restituite alla Francia la Contea del Rossiglione, Foix, Artois e parte della Lorena.
Nel 1640 il Portogallo si ribellò sotto il potere di Giovanni IV, aspirante al trono della dinastia Braganza, il quale ricevette l'appoggio generale da parte dei portoghesi e gli spagnoli – che dovettero occuparsi delle rivolte in altri luoghi e della guerra contro la Francia – furono incapaci di rispondere, cosicché spagnoli e portoghesi vissero uno stato di pace ‘'de facto'’ dal 1644 al 1657. Quando Juan IV morì nel 1657, gli spagnoli cercarono di strappare il Portogallo al figlio Alfonso VI, ma furono sconfitti nella Battaglia di Ameixial (1633) e nella Battaglia di Montes Claros (1665), arrivando al riconoscimento da parte della Spagna dell'indipendenza portoghese nel 1668.

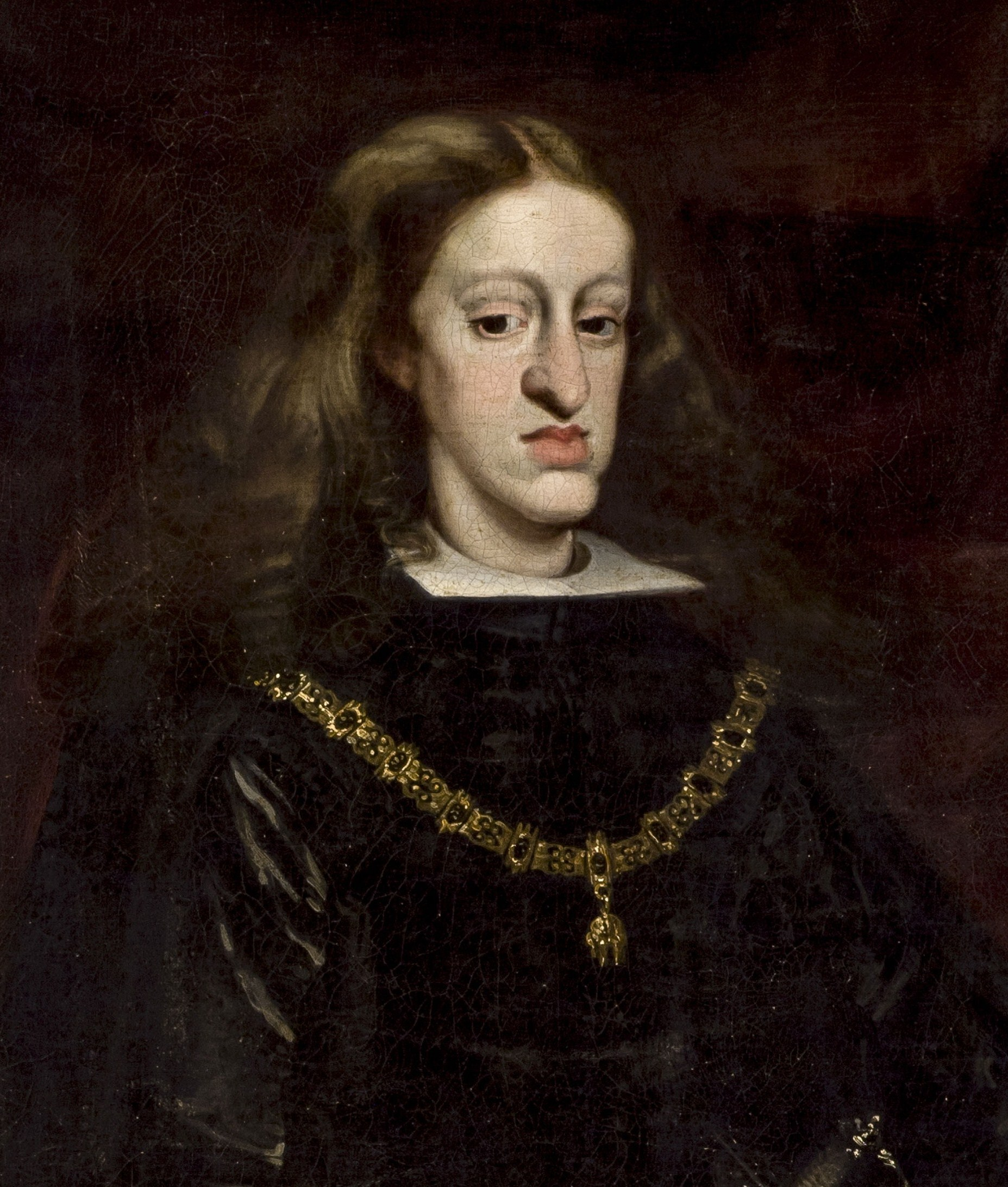
Carlos II, l'ultimo Asburgo re di Spagna (r. 1665-1700)

Filippo IV, che durante il corso della propria vita aveva visto la devastazione dell'impero di Spagna, cadde lentamente in depressione, dopo aver dovuto allontanare il suo cortigiano favorito, Olivares, nel 1643. Si rattristò ulteriormente dopo la morte di suo figlio Baltasar Carlos nel 1646 alla tenera età di diciassette anni. Filippo fu via via più mistico verso la fine della sua vita, e all'ultimo cerco di rimediare ad alcuni dei danni che aveva causato al suo paese. Morì nel 1665, prima che potesse cambiare qualcosa, sperando che suo figlio sarebbe stato in qualche modo più fortunato. Carlos, unico figlio superstite, era gravemente deforme e ritardato mentale e restò sotto l'influenza materna per tutta la vita. Lottando contro le sue deformità, le aspettative e le burle della famiglia e di corte, Carlo condusse un'esistenza disgraziata.
Carlo e la sua reggenza si dimostrarono incompetenti nella gestione della Guerra di Devoluzione, che Luigi XIV di Francia portò avanti contro i Paesi Bassi spagnoli nel 1667-1668, perdendo considerevole prestigio e territorio, incluse le città di Lilla e Charleroi. Nella Guerra dei Nove Anni Luigi invase nuovamente i Paesi Bassi spagnoli. Le forze francesi comandate da Duca di Lussemburgo sconfissero gli spagnoli nella Fleurus (1690) e, successivamente, vinsero le forze olandesi che lottavano nel partito della Spagna sotto Guglielmo III. Al termine della guerra la maggior parte dei Paesi Bassi spagnoli si trovarono sotto l'occupazione francese, incluse le importanti città di Gand e Lussemburgo. La guerra dimostrò al mondo quanto fossero vulnerabili ed arretrate le difese e la burocrazia spagnole, benché il debole governo spagnolo non intraprendesse nessuna azione per migliorarla.
Gli ultimi decenni del XVII secolo videro la decadenza e l'indebolimento completo della Spagna; mentre il resto d'Europa attraversò appassionanti cambiamenti di governo e società – la Gloriosa Rivoluzione in Inghilterra ed il regno del ‘'Re Sole'’ Luigi XIV in Francia – la Spagna continuò alla deriva e chiusa in se stessa. La burocrazia spagnola che si era forgiata attorno al carismatico ed intelligente lavoratore Carlo I e Filippo II, esigeva un monarca solido; la debolezza di Filippo III e IV portò la Spagna alla decadenza. Il re di Spagna senza figli, nelle sue ultime volontà, chiese che il trono passasse al principe Borbone Filippo di Anjou, invece che ad un membro della famiglia che lo aveva tormentato per tutta la vita. Carlo II morì nel 1700, ponendo fine alla linea della Casa d'Austria esattamente due secoli dopo la nascita di Carlo I.

## La società spagnola e l'Inquisizione (1516-1700)

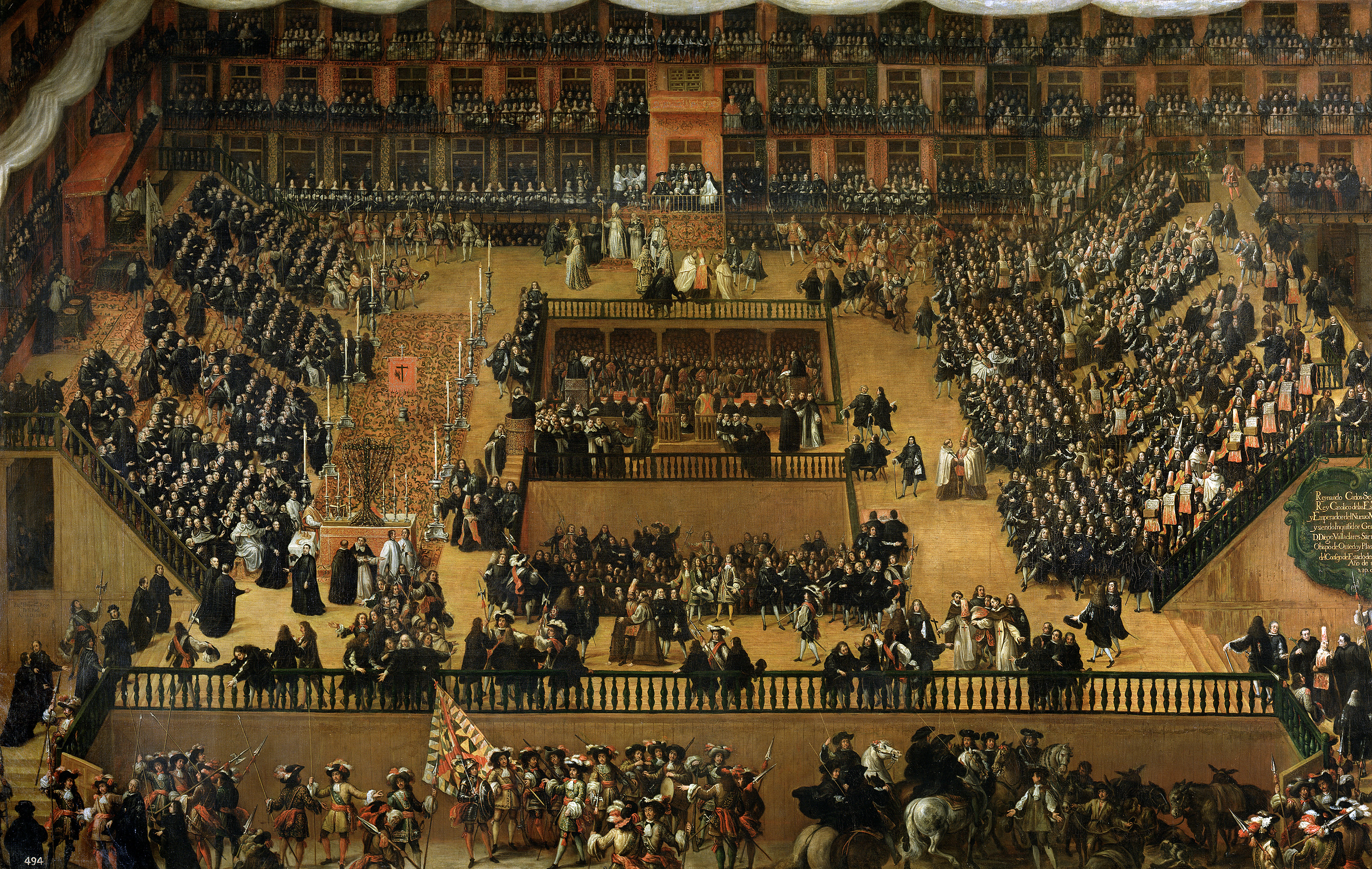
Un autodafé, dipinto da Francesco Ricci, 1683

L'Inquisizione spagnola venne costituita formalmente durante il regno dei Re Cattolici, proseguita dai loro successori, gli Asburgo, e non terminò fino al secolo XIX. Sotto Carlo I l'inquisizione si convertì in un ministero formale del governo spagnolo che acquisì il proprio controllo man mano che avanzava il secolo XVI. Anche Carlo approvò gli Estatudos de limpieza de sangre, una serie di norme che impedivano l'accesso a molte istituzioni e cariche pubbliche a coloro che non erano cristianos viejos (letteralmente "vecchi cristiani") ovvero senza ascendenze ebraiche o arabe. Sebbene la tortura fosse pratica comune in Europa, la maniera in cui si praticava nell'Inquisizione fomentò la corruzione e l'accusa, e si convertì in un fattore coadiuvante della decadenza spagnola. Si convertì in un metodo per i nemici, gli amici gelosi e perfino per le relazioni litigiose per usurpare influenza e proprietà. Un'accusa, anche se in gran parte infondata, portava ad un lungo e travagliato processo che poteva durare anni, prima di arrivare ad un verdetto e, nel frattempo, la reputazione e stima dell'accusato venivano distrutte. Il tristemente noto autodafé era uno spettacolo sociale, nel quale si umiliavano pubblicamente i penitenti (lo spettacolo dantesco del rogo dei "relajados" (letteralmente "rilasciati" ovvero coloro che venivano consegnati alle autorità secolari per l'esecuzione della condanna a morte comminata dall'Inquisizione) si realizzava in "bracieri", luoghi appartati).
Se Carlo proseguì la pratica dell'Inquisizione, Filippo II la ampliò e fece dell'ortodossia religiosa un obiettivo della politica pubblica. Nel 1559, tre anni dopo la salita al potere di Filippo, venne proibito agli studenti spagnoli di viaggiare all'estero, i capi dell'Inquisizione furono posti sotto censura e venne vietata l'importazione di libri. Filippo cercò con forza di sopprimere il protestantesimo in Spagna, partecipando ad innumerevoli campagne per eliminare la letteratura luterana e calvinista dal paese, sperando di evitare il caos che avveniva in Francia.
La chiesa in Spagna era stata depurata da molti degli eccessi amministrativi nel XV secolo da cardinale Cisneros e l'Inquisizione servì per spurgare molti dei riformatori più radicali che cercavano di cambiare la teologia della Chiesa come volevano i riformatori protestanti. La Spagna, invece, uscita da poco dalla Reconquista, si convertì in sostenitrice della Controriforma. Si svilupparono due correnti uniche di pensiero controriformista nelle persone di Santa Teresa d'Avila e del basco Ignazio di Loyola. Teresa difendeva il monasticismo stretto ed il recupero delle tradizioni di penitenza più antiche. Sperimentò un'estasi mistica che ispirò profondamente la cultura e l'arte spagnola. Ignazio di Loyola, fondatore della Compagnia di Gesù, ebbe un'influenza mondiale nella sua enfasi dell'eccellenza spirituale e mentale e contribuì ad un risorgimento della conoscenza in Europa. Nel 1625, nel momento culminante di prestigio e potere spagnolo, il Duca-Conte di Olivares stabilì il Colegio Imperial gesuita a Madrid per preparare gli spagnoli nobili all'umanità ed alle arti militari.

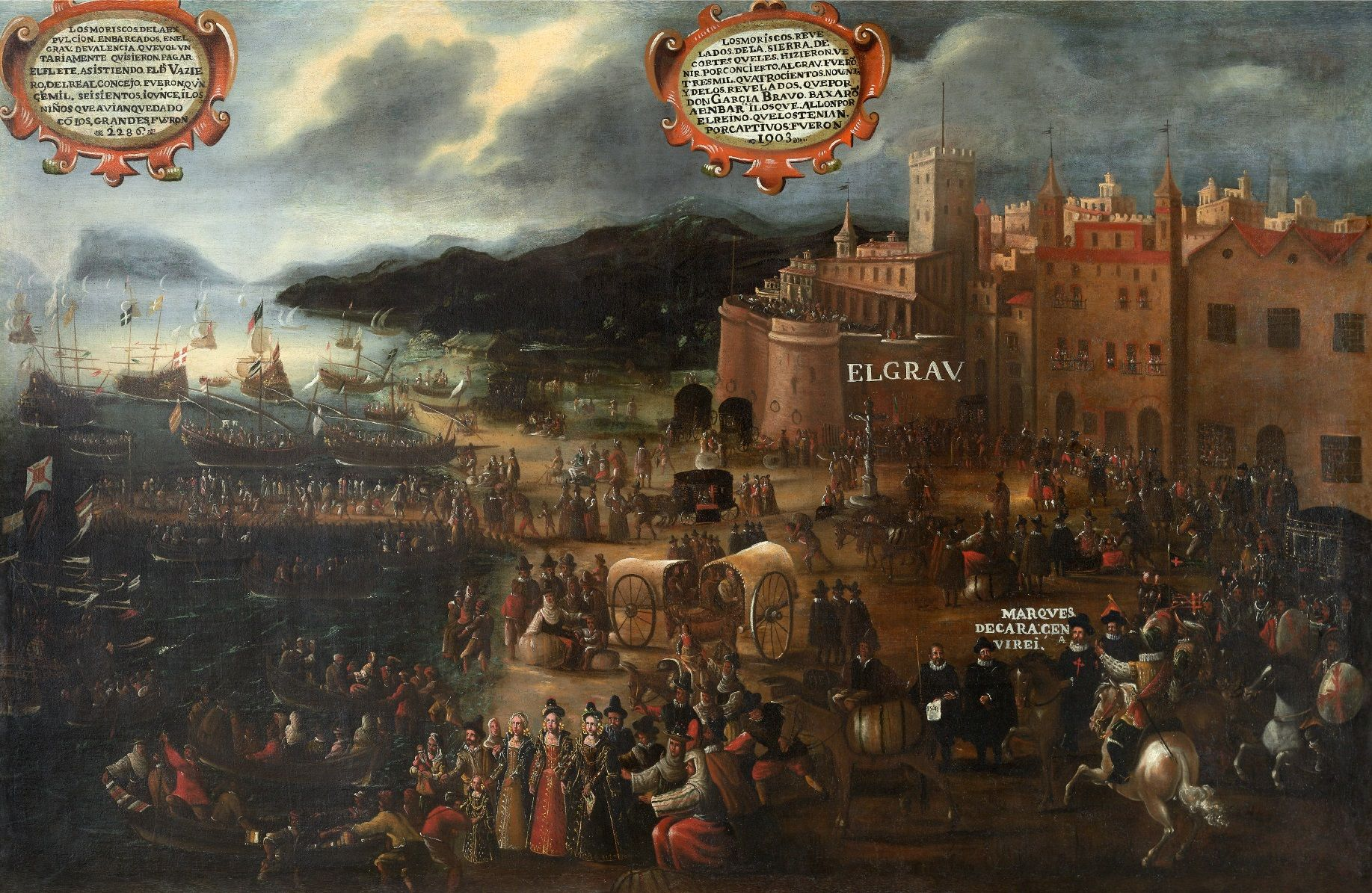
L'espulsione dei Mori da Valencia

Nel 1502 i Mori del sud della Spagna vennero convertiti al cristianesimo forzatamente, ma sotto il governo di Carlo I ottennero un certo grado di tolleranza da parte dei governanti cristiani. Gli fu permesso di utilizzare i loro costumi, gli indumenti e la lingua precedenti e le leggi religiose vennero imposte in maniera più rilassata. Nonostante questo, nel 1568, sotto Filippo II, i Mori si ribellarono (si veda Ribellione di Alpujarras) dopo che vennero imposte nuovamente le vecchie leggi. La rivolta venne repressa solamente da truppe italiane sotto Don Giovanni d'Austria, ed anche allora i mori si ritirarono sulle zone montuose e non furono sconfitti fino al 1570. Alla rivolta seguì un enorme programma di ricollocamento in cui 12.000 contadini cristiani presero il posto dei mori. Nel 1609 Filippo III, consigliato dal Duca di Lerma, espulse 300.000 mori dalla Spagna.
L'Illustrazione criticò gli spagnoli principalmente per il loro eccessivo zelo religioso e la pigrizia. Tra i membri dell'aristocrazia, che godevano di più sicurezza nelle loro posizioni di potere (a differenza dei loro colleghi in Francia ed Inghilterra, che erano sempre più competitivi) si poteva applicare l'argomento della «pigrizia spagnola». L'espulsione dei lavoratori di origine araba o ebraica fu probabilmente deleterio per l'economia spagnola.

## La burocrazia spagnola (1516-1700)
Quando conquistarono le colonie del Nuovo Mondo, gli spagnoli ricevettero un enorme flusso d'oro come bottino, molto del quale venne utilizzato da Carlo V per portare avanti le sue guerre in Europa. Negli anni 1540 vennero trovati grandi depositi di argento a Potosí ed a Guanajuato, ottenendo quindi una stabile fonte di entrate. Gli spagnoli lasciarono la miniera all'iniziativa privata, però stabilirono un'imposta conosciuta come "Quinto del Rey" attraverso il quale una quinta parte del metallo veniva riscossa dal governo. Gli spagnoli ebbero sufficiente successo riscuotendo l'imposta in tutto il loro vasto impero nel Nuovo Mondo; tutti i lingotti dovevano passare attraverso la Casa de Contratación di Siviglia sotto la direzione del Consiglio delle Indie. Il rifornimento di mercurio di Almadén, vitale per estrarre argento della vena metallifera, fu controllato dallo Stato e contribuì al rigore della politica delle imposte spagnole.
Benché le conquiste iniziali nelle Americhe fecero impennare l'importazione d'oro dalle colonie, fu solo negli anni 1550 che diventò in una fonte d'entrata abituale e vitale per la Spagna. L'inflazione - sia in Spagna che nel resto d'Europa - fu causata principalmente dal debito; Carlo aveva portato a termine la maggior parte delle sue guerre a credito e, nel 1557, un anno dopo che abdicasse, la Spagna fu obbligata al suo primo fallimento.

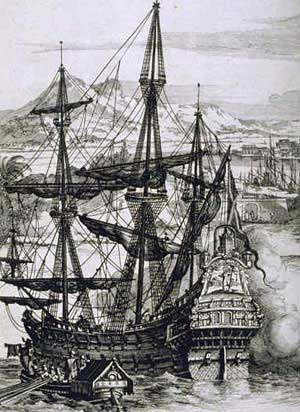
Un galeone spagnolo, il simbolo dell'impero marittimo di Spagna.

Affrontando la crescente minaccia della pirateria, nel 1564 gli spagnoli adottarono un sistema molto progredito per quel tempo, con la partenza delle flotte del tesoro dalle Americhe in aprile ad agosto. La politica risultò efficiente ed ebbe abbastanza successo. Solo due convogli vennero catturati; uno nel 1628 dagli olandesi, e l'altro nel 1656 dagli inglesi, ma a quel punto i convogli erano un'ombra di quello che erano stati nel momento culminante alla fine del secolo precedente. Anche senza essere presi completamente, vennero attaccati di frequente, cosa che naturalmente ebbe un prezzo. Non tutto il commercio marittimo dello sparpagliato impero si poteva proteggere con grandi convogli, dando l'opportunità ai corsari olandesi, inglesi e francesi ed ai pirati di devastare il commercio tra le coste americane e spagnole e di assaltare ubicazioni isolate. Questa pratica fu particolarmente selvaggia negli anni 1650, quando entrambe le parti si abbassarono a livelli di barbarie straordinari anche per gli standard contemporanei. Anche la Spagna dovette occuparsi della pirateria barbaresca nel Mediterraneo e dall'Oriente e della pirateria olandese nelle acque attorno alle Filippine.
L'espansione dell'impero spagnolo nel Nuovo Mondo venne compiuta da Siviglia, senza la vicina direzione dei dirigenti di Madrid. Carlo I e Filippo II erano occupati principalmente dai loro doveri in Europa, così il controllo delle Americhe venne svolto da viceré e da amministratori coloniali che governavano con una reale autonomia. I re d'Asburgo consideravano le loro colonie come società feudali, piuttosto che come parte integrante di Spagna. Gli Asburgo, famiglia che aveva governato tradizionalmente su diversi domini non contigui ed era stata obbligata a delegare autonomia agli amministratori locali, riprodussero questa politica feudale in Spagna, soprattutto nel Paese Basco ed Aragona.
Questo implicò che le imposte, la miglioria delle infrastrutture e le politiche di commercio interno vennero definite indipendentemente per ogni regione, portando a molte barriere doganali interne e pedaggi, e politiche contraddittorie addirittura all'interno dei domini degli Asburgo. Carlo I e Filippo II furono capaci di dominare le diverse corti attraverso la loro impressionante energia politica, ma Filippo II e IV permisero che decadesse, e Carlo II fu completamente incapace di controllarle. Lo sviluppo della Spagna fu ostacolato dal fatto che Carlo I e Filippo II passarono molto tempo all'estero; durante la maggior parte del secolo XVI la Spagna venne amministrata da Bruxelles e da Anversa, e fu solo durante la Guerra delle Fiandre che Filippo fece ritorno in Spagna, dove passò la maggior parte del tempo in ritiro nel palazzo monastico dell'Escorial. L'impero diseguale, mantenuto unito da un re deciso che conservava unita la boriosa burocrazia, si sciolse quando un debole governante salì al trono.
Si cercò, quindi, di riformare l'antica burocrazia spagnola. Carlo, diventato re, si scontrò con i suoi nobili durante la Guerra delle Comunità di Castiglia, quando cercò di occupare posizioni di governo con ufficiali effettivi olandesi e fiamminghi. Filippo II incontrò un'importante resistenza quando cercò d'imporre la sua autorità sui Paesi Bassi, contribuendo alla ribellione nel paese. Il Conte-Duca di Olivares, ministro-capo di Filippo IV, considerò sempre essenziale per la sopravvivenza della Spagna che la burocrazia rimanesse centralizzata; inoltre, Olivares appoggiò l'unione completa del Portogallo con la Spagna, benché non ebbe mai l'opportunità di realizzare le sue idee. Senza la mano ferma ed il rigore di Carlo I e Filippo II, la burocrazia divenne sempre più superba e corrotta, fino a che, con la destituzione di Olivares nel 1643, divenne obsoleta.

## L'economia spagnola (1516-1700)

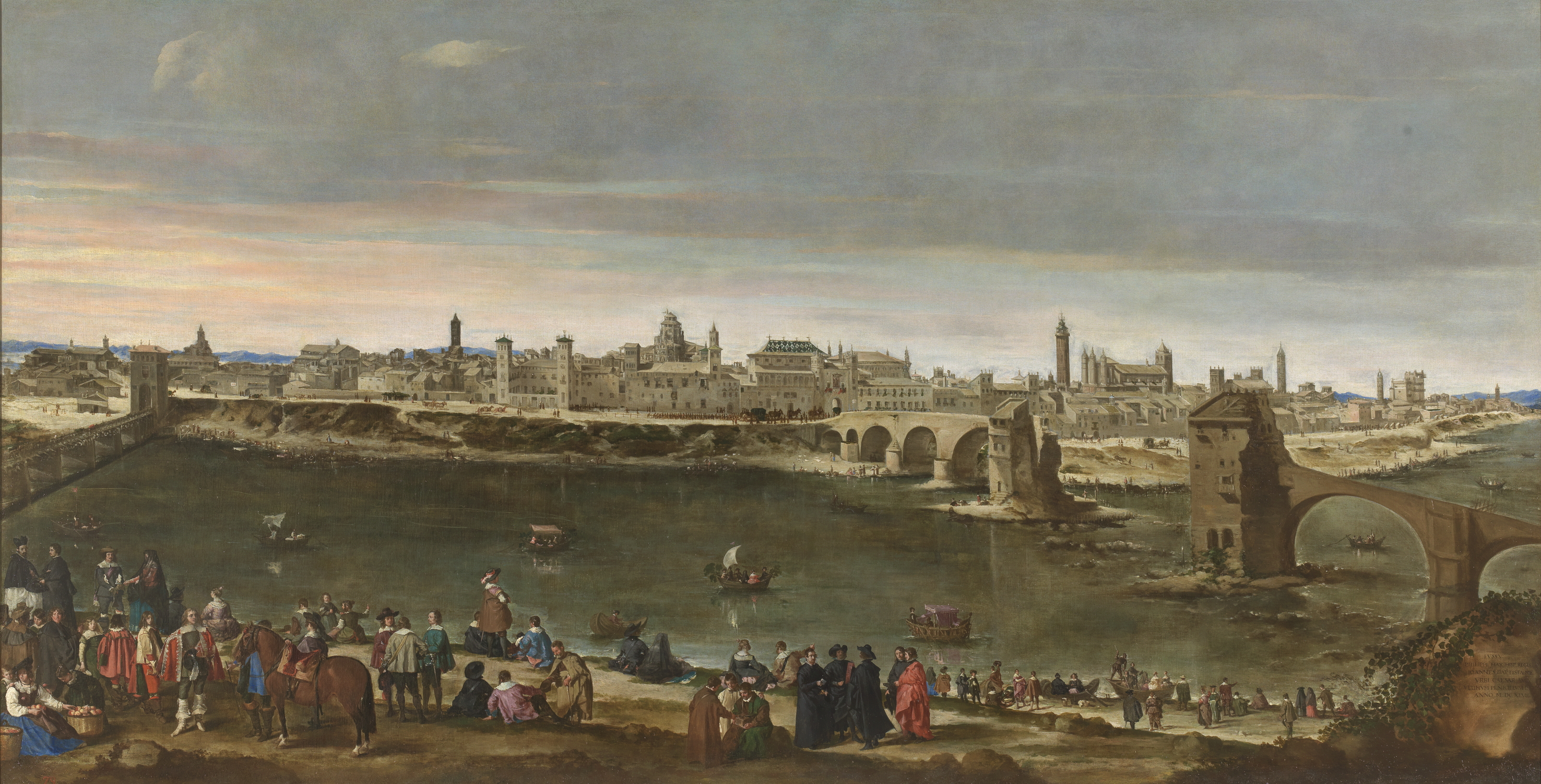
La città di Saragozza, di Juan Bautista Martínez del Mazo, dipinto spesso attribuito a Velázquez.

Durante i secoli XIV e XV la Spagna aveva sofferto di carestia e peste, come la maggior parte d'Europa. Nell'anno 1500 l'Europa stava iniziando a riprendersi da questi disastri demografici e le popolazioni cominciarono a crescere - Siviglia, che dava alloggio a 60.000 persone nel 1500, crebbe rapidamente fino a 150.000 alla fine del secolo. Ci fu un movimento sostanziale verso le città della Spagna, per trarre vantaggio dalle nuove opportunità come costruttori di navi e commercianti, per servire l'impressionante impero spagnolo in crescita.
In Spagna, l'inflazione, come risultato del debito e dell'importazione d'oro ed argento dal Nuovo Mondo, arrecò privazioni alla campagna. Il costo medio dei beni si quintuplicò nel secolo XVI in Spagna, a partire dalla lana e dai cereali. I prezzi nel secolo XV, anche se ragionevoli paragonati con quelli del XX secolo, cambiarono molto poco e l'economia europea venne scossa dalla cosiddetta rivoluzione dei prezzi. La Spagna, insieme all'Inghilterra, era l'unico produttore europeo di lana, inizialmente avvantaggiato dalla rapida crescita. Tuttavia, come in Inghilterra, in Spagna iniziò un movimento di alienazione che oppresse la crescita degli alimenti e spopolò interi paesi, i cui residenti furono obbligati a traslocare in altre città. A differenza dell'Inghilterra, però, l'inflazione elevata, il carico delle guerre degli Asburgo e le imposte doganali esagerate che dividevano il paese e restringevano il commercio con le Americhe, soffocarono la crescita industriale che avrebbe potuto offrire una fonte alternativa di entrate nei paesi.
L'allevamento di pecore venne praticato a livello intensivo in Castiglia e crebbe rapidamente insieme all'aumento dei prezzi della lana favorito dal re. La transumanza delle pecore merino avveniva ogni inverno dalle montagne del nord fino al più mite sud, ignorando i Cañada Real (sentieri ordinati dallo stato) atti ad evitare che le pecore calpestassero le terre adibite alla coltivazione. Le lamentele presentate contro l'associazione dei pastori, la Mesta, vennero ignorate da Filippo II, il quale faceva ottimi affari con le entrate derivanti dalla lana. Alla fine, Castiglia si inaridì e la Spagna divenne completamente dipendente dagli alimenti importati, i quali, dato il costo del trasporto ed i rischi legati alla pirateria, erano molto più cari in Spagna che in qualsiasi altro luogo. Come risultato, la popolazione spagnola crebbe molto più lentamente di quella francese; ai tempi di Luigi XIV, la Francia aveva una popolazione maggiore di quella spagnola ed inglese insieme.

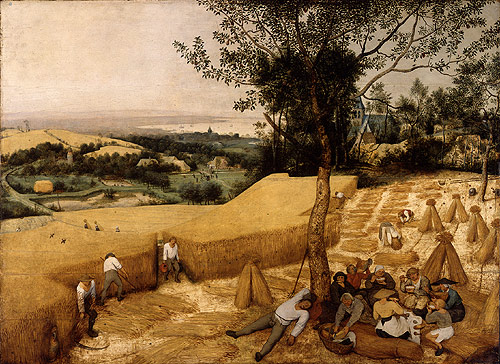
La Mietitura di Pieter Bruegel il Vecchio

Il credito nacque nel secolo XVI come un diffuso strumento d'affari spagnolo. La città di Anversa, nei Paesi Bassi spagnoli, si trovava nel cuore del commercio europeo ed i suoi banchieri finanziarono la maggior parte dei crediti di guerra di Carlo V e Filippo II. L'utilizzo di ‘'note di scambio' divenne comune man mano che le banche di Anversa diventavano sempre più potenti e portò ad un'ampia speculazione che contribuì ad gonfiare il cambio dei prezzi. Anche se questa tendenza pose le fondamenta per lo sviluppo del capitalismo in Spagna ed Europa insieme, la mancanza totale di regolazione e la corruzione dominante significarono che i piccoli proprietari terrieri spesso persero tutto in un unico colpo di sfortuna. I terreni spagnoli divennero sempre più grandi e l'economia sempre meno competitiva, soprattutto durante i regni di Filippo II e IV, quando ripetute crisi speculative colpirono la Spagna.
La Chiesa Cattolica aveva sempre avuto importanza per l'economia spagnola e, soprattutto durante i regni di Filippo II e IV, il quale ebbe attacchi di intensa pietà personale e filantropia religiosa, grandi aree del paese vennero donate alla Chiesa. Gli ultimi Asburgo non fecero nulla per incoraggiare la ridistribuzione delle terre e, alla fine del regno di Carlo II, la maggior parte di Castiglia era in mano a pochi ed eletti proprietari terrieri, il maggiore dei quali era, da lontano, la Chiesa.

## Arte e cultura spagnola (1516-1700)

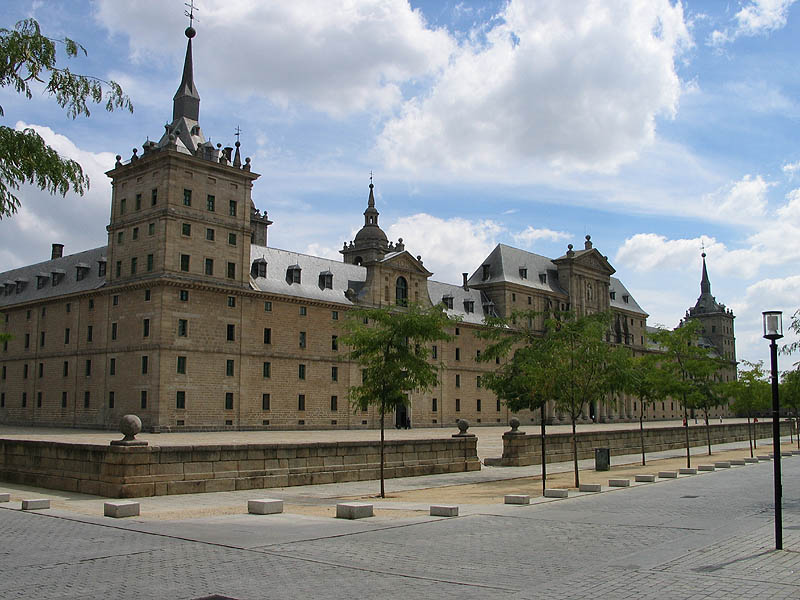
Monastero Reale di San Lorenzo dell’Escorial

Il Secolo d'Oro spagnolo fu un periodo (compreso fra il 1492 ed il 1650) fiorente per l'arte e la letteratura. In quest'epoca sorsero figure della taglia di El Greco e Velázquez nella pittura o Garcilaso de la Vega, Miguel de Cervantes, Luis de Góngora, Francisco de Quevedo, Lope de Vega e Calderón de la Barca per quanto riguarda le lettere.
Il monumento architettonico più importante dell'epoca è il Monastero di San Lorenzo del Escorial, la cui costruzione venne commissionata durante il regno di Filippo II, come simbolo della monarchia universale cattolica. Con il suo stile rinascimentale, ma austero, dovuto al disegno di Juan de Herrera, voleva rappresentare il culmine dell'Impero Spagnolo nel periodo di massimo splendore.
I pittori più rilevanti del Secolo d'Oro furono El Greco e Velázquez. Il primo, attivo alla fine del secolo XVI, è noto per le sue rappresentazioni religiose. Il secondo viene considerato come il pittore spagnolo più importante per i suoi ritratti precisi e realistici della corte contemporanea di Filippo IV. Oltre a queste due figure principali, un gruppo nutrito di pittori con meriti simili li seguirono: tra i pittori di prima fila prodotti da quest'epoca si contano Bartolomé Esteban Murillo, Francisco de Zurbarán o José de Ribera.
El Greco, forgiato nella terra natale di Creta e poi in Italia, dove ammirò ed apprese l'arte di Michelangelo, arriva in Spagna per coltivare un particolare manierismo legato allo spirito ascetico e mistico della realtà spagnola durante il regno di Filippo II ed alla prosa ed al verso di queste correnti nel percorso letterario di Fra Luigi di León, Santa Teresa di Gesù e San Giovanni della Croce. Nella letteratura americana emerge la poetessa Juana Inés de la Cruz, ultima rappresentante della letteratura d'oro in spagnolo.

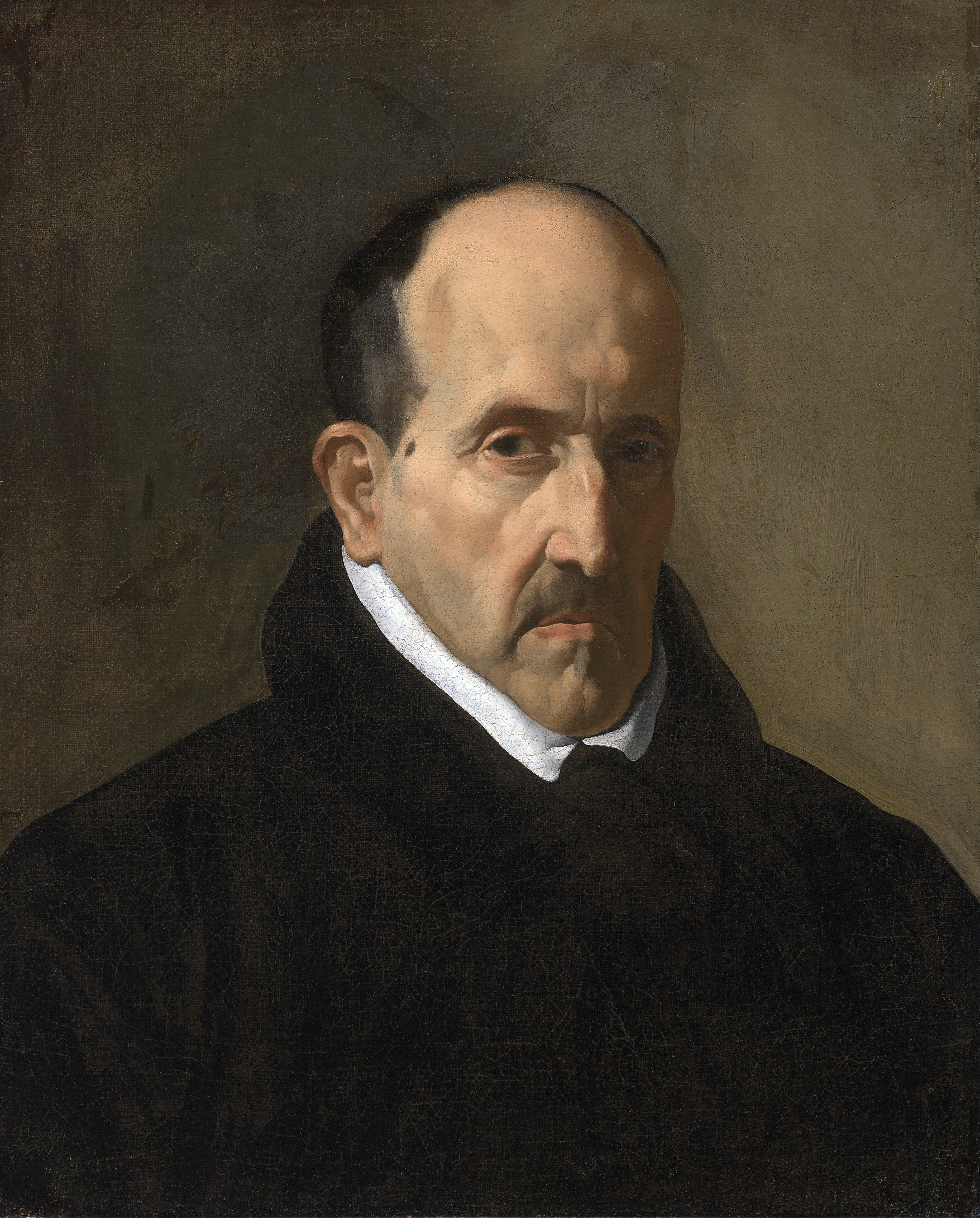
Luis de Góngora, di Velázquez

Per quanto riguarda Velázquez, oltre alla pittura di corte, si apprezzano i temi religiosi, come Il Cristo, i temi mitologici, come La fucina di Vulcano o Il trionfo di Bacco, inoltre si è voluto vedere in lui il precursore dell'impressionismo, per il modo di trattare la luce e per la pennellata sciolta che si riflettono nei suoi piccoli quadri della Villa Medici. Tuttavia, le sue opere maestre sono senza dubbio Le filatrici, dipinto verso la fine della sua traiettoria e, soprattutto, Las Meninas, un quadro che ha generato lunghe riflessioni, come quella offerta da José Ortega y Gasset.
Lo splendore della letteratura castigliana inizia con l'opera teorica dell'umanista Antonio de Nebrija, che nel 1492 pubblica la prima Grammatica Castigliana. A partire dal 1528 e con l'opera poetica di Garcilaso de la Vega, la lirica sperimenterà un importante cambiamento di rotta, adottando la metrica italiana degli autori del Rinascimento e determinando così, con completezza, quello che sarebbe stata la letteratura del Secolo d'Oro spagnolo, completamente immersa nei temi e nei modi del Rinascimento letterario.
Un'opera realista anonima inaugura il genere che in seguito si chiamerà romanzo picaresco: il ‘'Lazarillo de Tormes'’. La sua attenzione verso l'emarginazione sociale e la critica implicita alle istituzioni religiose ed all'ipocrisia sociale ispirarono una serie di romanzi prosecutori tra cui spicca Guzmán de Alfarache di Mateo Alemán. In seguito il genere fu ampiamente imitato in Francia e Germania in opere come Storia di Gil Blas di Santillana di Lesage o Il colonnello Jack e Moll Flanders di Daniel Defoe.
Cervantes, con il suo ‘'Don Chisciotte della Mancia'’, realizza l'opera più conosciuta della letteratura spagnola di tutti i tempi. Concepita come una critica, sotto forma di parodia, degli aspetti più favolosi dei libri di cavalleria, viene considerata il punto d'inizio del romanzo moderno. Rispecchia la realtà depressa della campagna spagnola e riesce a ricongiungere tutti i generi narrativi del Rinascimento per dare loro nuova forma con una prospettiva ironica e distanziata non esente, comunque, da una conoscenza profonda delle qualità umane dei personaggi.
Molto importante è anche la realizzazione della "Commedia nuova" da parte di un gruppo di drammaturghi diretti da Lope de Vega. La capacità di mettersi in contatto con il pubblico, tanto da gettare le basi di uno sviluppo integrale del teatro spagnolo, le fece guadagnare il titolo di «Fénix de los Ingenios». Tragedie come ‘'Il cavaliere di Olmedo'’ o commedie come ‘'Il cane dell'ortolano'’ rafforzano la condizione di figura classica del teatro ispanico, che trovò un degno successore nel più cerebrale e barocco Calderón de la Barca, che dominò la scena a partire dalla morte di Lope fino ad oltre metà del secolo XVII. ‘'La vita è sogno'’ è considerata l'opera culminante del teatro spagnolo a causa delle sue implicazioni filosofiche.
Per quanto riguarda la poesia barocca, due figure considerate per molto tempo opposte, ma oggi unite nell'estetica del concetto, dominarono la gerarchia lirica: il difficile e brillante Luis de Góngora e l'ingegnoso, mordace e gran creatore di linguaggio Francisco de Quevedo. Juana Inés de la Cruz è l'ultima grande scrittrice del Secolo d'Oro, morì nella Nuova Spagna nel 1695. La sua qualità poetica è avallata dai sospetti di rivendicazione della condizione femminile e da un linguaggio colto di grande profondità concettuale.